# Krymská astrofyzikální observatoř

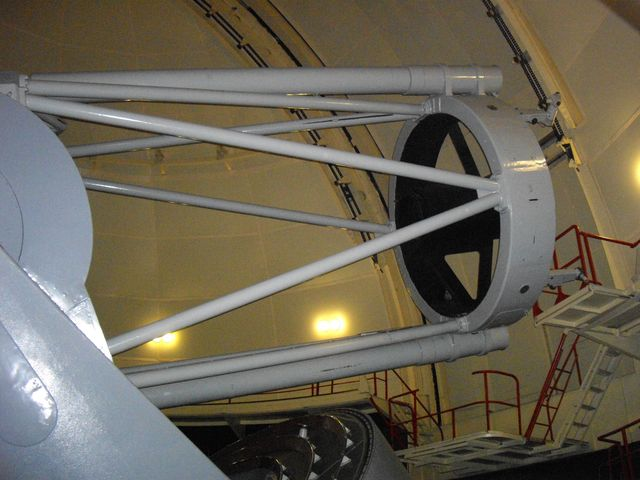
2,6m teleskop ЗТА

Krymská astrofyzikální observatoř (rusky Крымская астрофизическая обсерватория, КрАО; ukrajinsky Кримська астрофізична обсерваторія; anglicky Crimean Astrophysical Observatory, CrAO) je observatoř nacházející se v Bachčisarajském rajónu na Krymu.
Observatoř je známá svými objevy v oblasti astrofyziky a planetek. Jde o jedno z nejvýznamnějších pracovišť v oboru na světě, v letech 1966 až 2007 zde bylo objeveno celkem 1286 asteroidů. KrAO je běžně nazývána zkráceným názvem Krym-Naučnyj. Anglickou zkratku observatoře nese planetka hlavního pásu (1725) CrAO, objevená 20. září 1930 G. N. Neujminem v Simeizské observatoři.

## Poloha
Bývalé sovětské zařízení sestává ze dvou hvězdáren vzdálených od sebe přibližně 30 kilometrů:
- Observatoř v nadmořské výšce 560 m n. m. u sídla městského typu Naučnyj, asi 30 km od Simferopolu, 12 kilometrů od města Bachčisaraj. Vznikla 30. června 1945, jejím základem bylo oddělení Pulkovské hvězdárny Ruská akademie věd u města Simeiz.
- Simeizská observatoř, 16 km jihozápadně od města Jalta (nadmořská výška asi 200 m n. m.44°24′46,16″ s. š., 33°59′29,71″ v. d.).

## Historie
Hvězdárna ve městě Simeiz existuje již od roku 1900. V té době bylo založeno jako soukromá observatoř a později, v roce 1912 se stala nejjižnější pobočkou Pulkovské observatoře v Petrohradě. Poté, co byla během druhé světové války zničena, byla znovu vybudována v roce 1948. Po válce sem byl, jako součást válečných reparací, přivezen 120cm zrcadlový dalekohled, rozebraný na hvězdárně Berlín-Babelsberg, a zde znovu sestavený. Zařízení v Naučném je mladší a dokončeno bylo v roce 1949. Poskytuje spolupráci s evropskými a ruskými vědci.

## Vybavení
Observatoř je vybavena 65cm Maksutovovým dalekohledem, dvěma zrcadlovými dalekohledy s průměrem 1,2 a 2,6 metru, koronografem, dvěma solárními věžemi a dvojitý 40cm astrograf. Na hvězdárně Simeiz je umístěn 22m radioteleskop. V blízkosti hvězdárny v Naučném sídlí i pozorovací stanice státního Šternbergova astronomického institutu (Государственный астрономический институт имени Штернберга) Moskevské státní univerzity M. V. Lomonosova, která vznikla v roce 1957.
Těžiště výzkumného zaměření observatoře leží v oblastech fyziky Slunce, pozorování binárních systémů, radiální rychlosti hvězd a studia kvasarů.

## Významní pracovníci a vědci
- Vladimir Alexandrovič Albickij
- Alexandr Bojarčuk
- Ljudmila Černychová
- Nikolaj Černych
- Pjotr Dobronravin
- Roald Gershberg
- Ivan Kopylov
- Nikolaj Kozyrev
- Vladimir Nikonov
- Andrej Severnyj
- Tamara Michajlovna Smirnovová
- Nikolaj Stěšenko
- Grigorij Šajn
- Ljudmila Žuravlevová

## Galerie

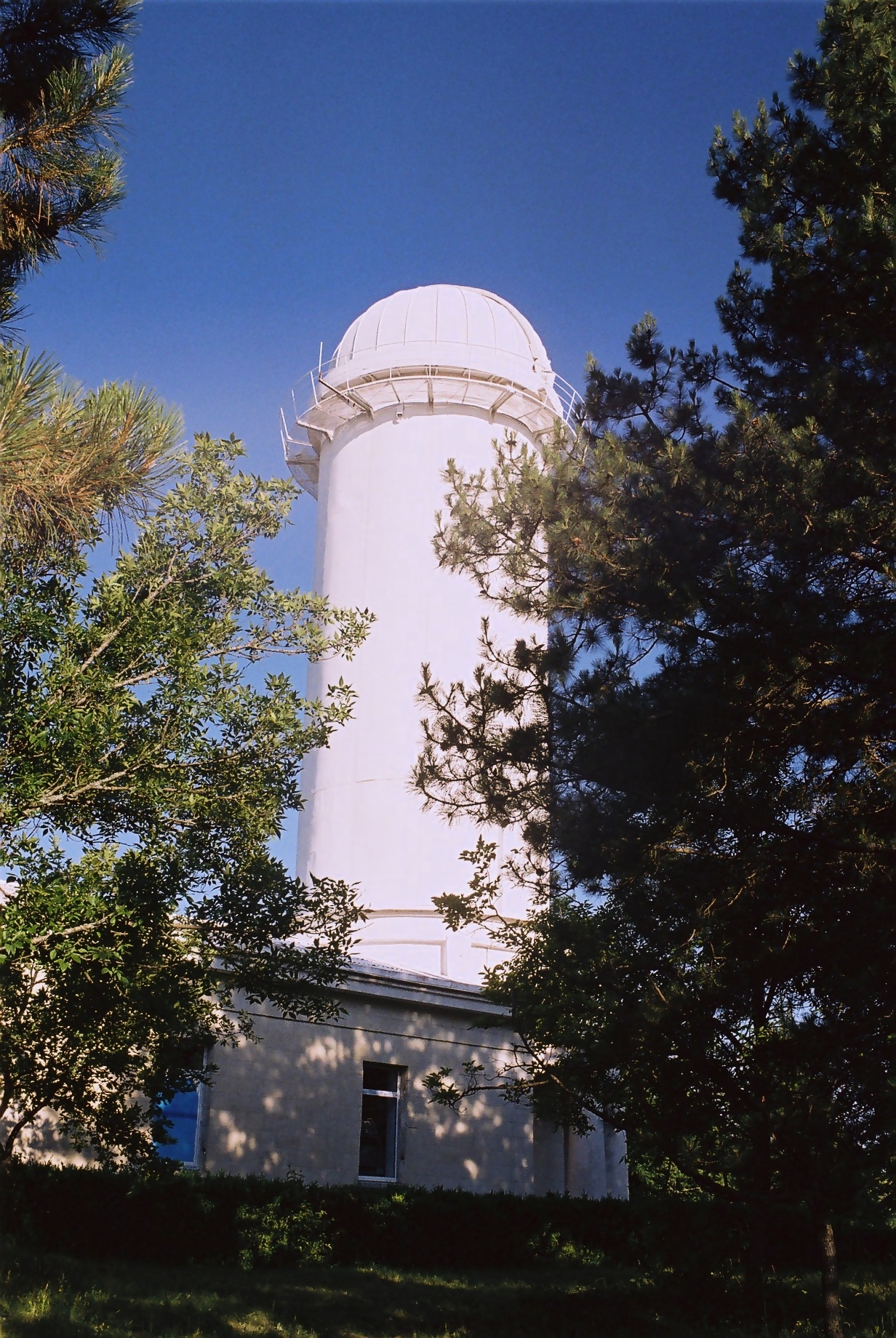
Solární teleskop BST-1
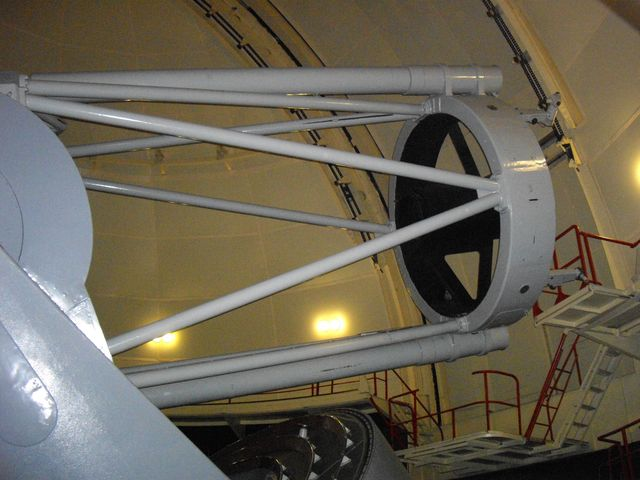
Optický dalekohled s průměrem 2,6 metru je nazván po Grigoriji Šajnovi.
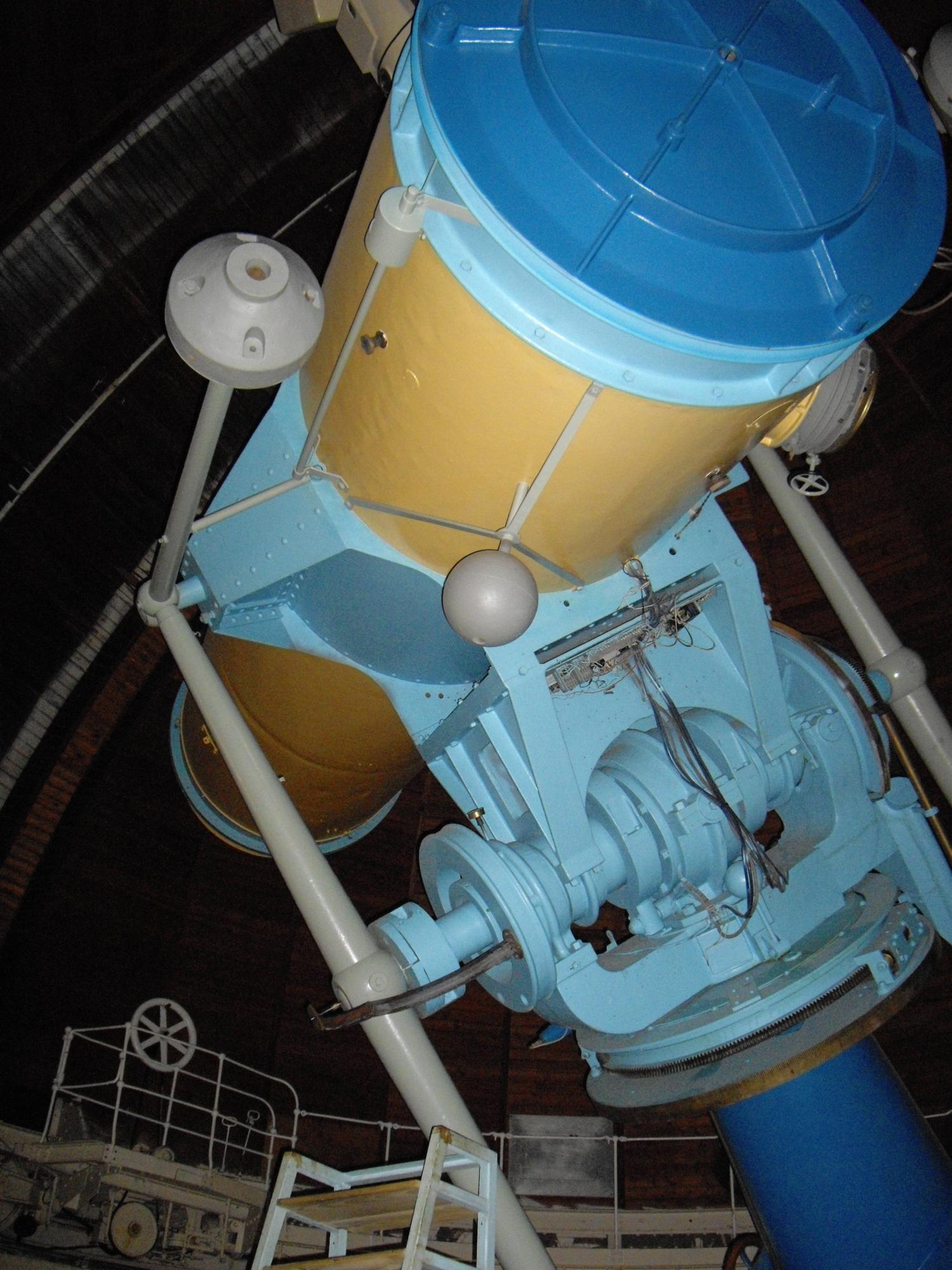
122cm teleskop z Babelsbergu
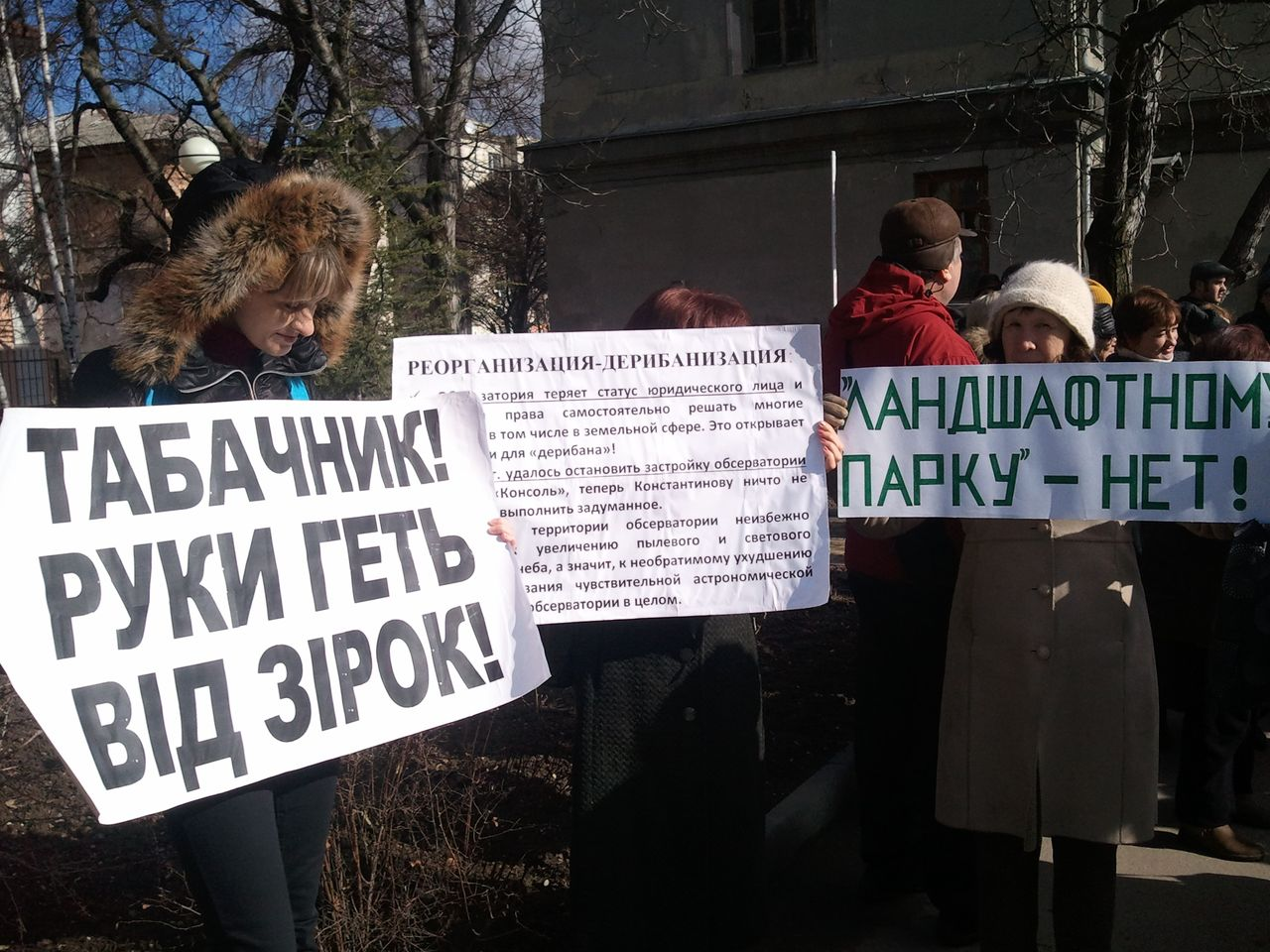
Mítink za záchranu observatoře v roce 2013